# 秋家蠅
秋家蠅（學名：Musca autumnalis）是一種歐洲牛及馬的害蟲。

## 特徵
秋家蠅與家蠅相似，但體型稍大，平均長7-8毫米，呈灰色，胸部有4條深色斑紋，腹部呈灰黑色。

## 分佈
秋家蠅廣泛分佈在歐洲、中亞、北印度、巴基斯坦、中國及部份北非地區。
秋家蠅於1940年代被引入到北美洲，現已遍及加拿大南部至美國溫帶地區。它們也被帶到南大西洋的聖赫勒拿島。

## 生命周期
成蟲冬眠後會於每年3月至4月初出來活動。日間它們在糞便及植物糖中覓食。它們會吃歐洲牛及馬面部孔口（即眼睛、口及鼻孔）的分泌物。成蟲也會在傷口處吃血液。大部份在動物附近出沒的都是雌蠅，因它們對動物蛋白質需求甚殷。夜間它們會在植物間休息。
雌蠅會在牛糞上產卵，幾小時內就可以孵化。蛆呈黃白色及長約12毫米，主要吃糞便上的微生物。經歷三個幼體階段後就會發展出白色的蛹。若溫度許可，在產卵後10-20天就會成蟲。

## 傳播疾病
秋家蠅是一種害蟲。它們會將羅氏吸吮線蟲帶到歐洲牛及馬中，也會傳播牛傳染性角結膜炎。